# Packard DR-980
Il Packard DR-980 è un motore aeronautico radiale a 9 cilindri realizzato alla fine degli anni venti del XX secolo dall'azienda statunitense Packard. Raffreddato ad aria, fu uno dei rari esempi di motori a ciclo Diesel impiegati nell'industria aeronautica.
Come uso per i motori statunitensi, la sigla indicava il tipo di motore (Diesel Radiale) e la cilindrata espressa in pollici cubi (980 in³, pari a poco più di 16 000 cm³)
Malgrado l'economicità d'esercizio e l'affidabilità dimostrata, ebbe scarso successo, soprattutto a causa dei densi gas di scarico (tipici dei motori diesel) e delle consistenti vibrazioni in fase di funzionamento. Venne prodotto approssimativamente in 100 esemplari.

## Storia

### Sviluppo
Progettato dal Capitano Lionel Woolson e dal Professor Herman Dohner, il DR-980 effettuò il primo volo negli Stati Uniti ad opera di un aereo dotato di motore diesel nel 1929, quando Woolson volò da Detroit a Langley Field (700 miglia, pari a poco più di 1 126 km) in 6 ore e 40 minuti.
In un'occasione successiva, installato su uno Stinson Detroiter, volando tra Detroit e Miami, il nuovo motore diede prova della propria economicità facendo registrare un costo, per il consumo di carburante, pari a meno di un centesimo di dollaro per ogni miglio (1,61 km)! Questo velivolo (completo del motore Packard) è conservato al Golden Wings Flying Museum di Blaine (Minnesota).
Nel 1930 di DR-980, ottenne la certificazione richiesta per l'installazione sui velivoli, superando un test di 50 ore durante il quale sviluppò una potenza continua di 225 hp (pari a 168 kW) a 1 950 giri al minuto.
La produzione del DR-980 terminò in seguito alla morte del Capitano Woolson, coinvolto in un incidente aereo nell'aprile del 1930. A testimonianza delle potenzialità del progetto, nel 1931 la Packard ottenne il Collier Trophy per il proprio lavoro su questo tipo di motore.

### Record di durata
Il 28 maggio 1931 un Bellanca CH-300 motorizzato con un DR-980, pilotato da Walter Edwin Lees e Frederick Brossy, realizzò il record di volo senza rifornimento rimanendo in volo per 84 ore e 32 minuti. Questo record non sarebbe stato battuto che 55 anni dopo, dal Rutan Voyager.

## Descrizione tecnica

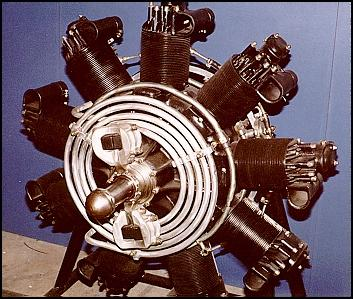
Un primo piano del Packard DR-980.

Il Packard DR-980 costituì una sorta di svolta tecnica per l'epoca: a quel tempo infatti i motori diesel erano destinati, quasi esclusivamente, all'impiego navale o per macchine agricole: tali unità motrici erano state studiate per un basso regime di rotazione (tra 100 e 500 rpm) ed anche i motori allora considerati "ad alta velocità" non superavano i 1 500 rpm. In questo caso il regime di rotazione veniva innalzato fino ad oltre 2 000 rpm, innescando una serie di problematiche tecniche fino ad allora non affrontate su larga scala.
Vennero affrontate problematiche legate allo sviluppo della componentistica (furono realizzate pompe di iniezione adeguate al regime di rotazione raggiunto), alle temperature di utilizzo alle quote più elevate (in particolare legate all'assenza delle candele, non necessarie nei motori diesel), alla combustione della miscela aria/gasolio in quota (ed alle relative differenze rispetto ai carburanti dei più diffusi motori a benzina).
Particolarità tecnica degna di nota fu l'impiego di una sola valvola per cilindro, soluzione che garantì un notevole risparmio di peso (venivano dimezzati i pesi legati alla presenza degli elementi delle punterie) e consentiva la riduzione delle temperature di esercizio (e di conseguenza minori problemi di usura, quindi maggiore vita operativa per il motore) grazie al raffreddamento della valvola stessa, tramite l'ingresso della miscela combustibile di temperatura più bassa, nella fase di aspirazione.
Per rendersi conto dell'importanza dei risultati raggiunti attraverso lo sviluppo del motore Packard, è interessante osservare il dato relativo al rapporto peso/potenza: le unità motrici alimentate a gasolio all'epoca facevano registrare valori nell'ordine delle 20 lb/hp (poco più di 9 kg/hp), mentre tale rapporto scendeva a poco più di 2 lb/hp (pari a 0,95 kg/hp) nel caso del DR-980.

## Esposizione

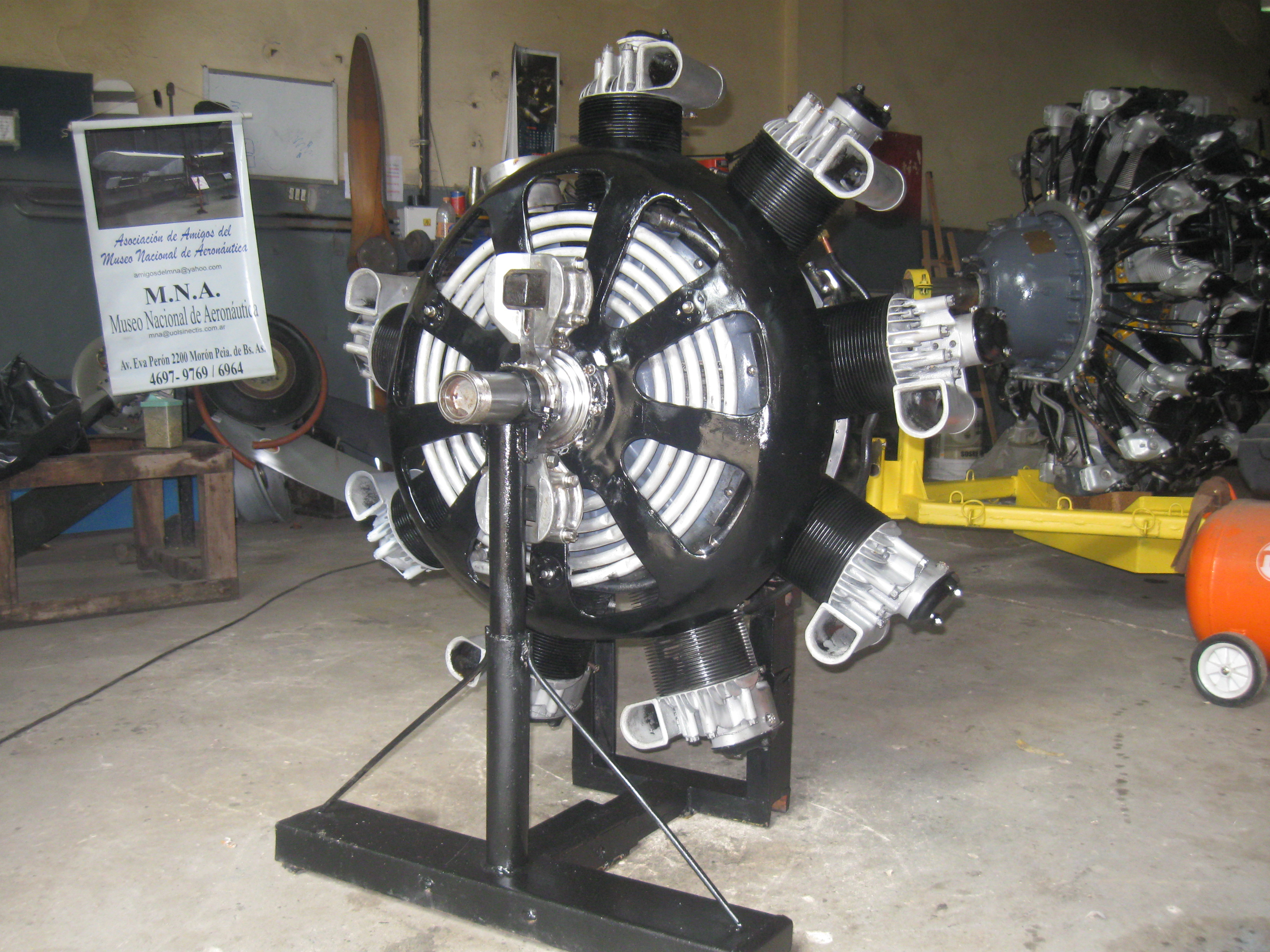
Un Packard DR-980 esposto al Museo Nacional de Aeronáutica

Attualmente solo due motori DR-980 sono esposti: uno al National Museum of the United States Air Force negli Stati Uniti mentre il secondo al Museo Nacional de Aeronáutica in Argentina.

## Velivoli utilizzatori
Stati Uniti
- Bellanca CH-200
- Bellanca CH-300
- Brunner-Winkle Bird
- Buhl Airsedan
- Consolidated XPT-8
- Ford Model 11
- Stinson Detroiter
- Verville Sport Trainer
- Waco HSO e HTO

## Motori comparabili
- BMW 114
- Bristol Phoenix